# N765 (België)
De N765 is een Belgische gewestweg tussen de plaatsen Gingelom en Cras-Avernas. De ongeveer 4 kilometer lange route begint aan de N80b net ten zuiden van de spoorlijn 36 en eindigt op de grens tussen Vlaanderen en Wallonië. De weg zelf gaat vervolgens zonder wegnummer verder naar Cras-Avernas.
Behalve langs het industrieterrein van Gingelom gaat de route ook langs de plaats Montenaken.